# Naitō Ienaga
Naitō Ienaga est un nom japonais traditionnel ; le nom de famille (ou le nom d'école), Naitō, précède donc le prénom (ou le nom d'artiste).
Naitō Ienaga (内藤 家長, né en 1546 et mort le 8 septembre 1600) est un samouraï de la fin de la période Sengoku et du début de la période Azuchi-Momoyama au service du clan Tokugawa. Il est le fils de Naitō Kiyonaga. Ienaga, qui sert Tokugawa Ieyasu dès son jeune âge, est réputé pour son adresse à l'arc. Il participe à la répression des Ikkō-ikki de la province de Mikawa, ce qui lui vaut la confiance de Ieyasu.
Après le déplacement de Ieyasu dans la région de Kantō en 1590, Ienaga reçoit le domaine de Sanuki dans la province de Kazusa d'un revenu de 20 000 koku. En 1600, il est affecté au château de Fushimi en compagnie de Torii Mototada et Matsudaira Ietada. Il serait l'un des derniers des défenseurs du château à être tué lors de l'assaut par les forces d'Ishida Mitsunari.
Son fils Masanaga, qui a pris part au siège d'Osaka de 1615, lui succède.

## Source de la traduction
- (en) Cet article est partiellement ou en totalité issu de l’article de Wikipédia en anglais intitulé « Naitō Ienaga » (voir la liste des auteurs).